# Hilaria
Hilaria is een geslacht uit de grassenfamilie (Poaceae). De soorten van dit geslacht komen voor in Noord- en Zuid-Amerika. Het geslacht is vernoemd naar Augustin Saint-Hilaire, een Franse botanicus.

## Soorten
De Catalogue of New World Grasses [14 december 2011] erkent de volgende soorten:
- Hilaria annua
- Hilaria belangeri
- Hilaria cenchroides
- Hilaria ciliata
- Hilaria hintonii
- Hilaria jamesii
- Hilaria mutica
- Hilaria rigida
- Hilaria semplei
- Hilaria swallenii